# Граф Татта — Коксетера
Граф Татта — Коксетера (также 8-клетка Татта) — 3-регулярный граф с 30 вершинами и 45 рёбрами. Единственный наименьший кубический граф с обхватом 8, является клеткой и графом Мура. Двудольный и может быть построен как граф Леви обобщённого четырёхугольника W2 (известного как конфигурация Кремоны — Ричмонда). Назван в честь Уильяма Томаса Татта и Гарольда Коксетера. Найден Уильямом Таттом (Tutte 1947), но его связь с геометрической комбинацией исследована обоими авторами в паре совместных статей (Tutte, 1958, Coxeter (a), 1958).
Является одним из тринадцати кубических дистанционно-регулярных графов.

## Построение и автоморфизмы
Особенно простое комбинаторное построение графа Татта — Коксетера предложено Коксетером (Coxeter (b) 1958) и основывается на ранних работах Д. Д. Сильвестра (Sylvester 1844).
Основываясь на этом построении, Коксетер показал, что граф Татта — Коксетера является симметричным. Он имеет 1440 автоморфизмов графа, которые можно отождествить с автоморфизмами группы перестановок шести элементов (Coxeter (b) 1958). Внутренние автоморфизмы этой группы соответствуют перестановкам шести элементов, из которых определяем морфемы и наборы. Эти перестановки действуют на граф Татта — Коксетера путём перестановок вершин на каждой доле двудольного графа, сохранная каждую долю как множество. Вдобавок, внешние автоморфизмы группы перестановок переставляют местами доли двудольного графа. Как показал Коксетер, любой путь длиной до пяти рёбер графа Татта — Коксетера эквивалентен любому другому такому пути (то есть переводятся из одного в другой с помощью одного из таких автоморфизмов).

## Галерея
- Число пересечений графа Татта — Коксетера равно 13.
- Хроматическое число графа Татта — Коксетера равно 2.
- хроматический индекс графа Татта — Коксетера равен 3.